# Упканкулевский сельсовет
Упканкулевский сельсове́т — упразднённое в 2008 году сельское поселение в составе Аскинского района. Почтовый индекс — 452896. Код ОКАТО — 80204845000. Население на 1 января 2002 года составляло 508 человек.
Объединен с сельским поселением Евбулякский сельсовет. Образован в 1989 году выделением из Евбуляковского сельсовета. Административный центр — Упканкуль.

## История
В 1989 году вышел Указ Президиума ВС Башкирской АССР от 27.09.1989 N 6-2/327 «Об образовании Упканкулевского сельсовета в Аскинском районе». Согласно Указу:
Президиум Верховного Совета Башкирской АССР постановляет:

1. Образовать в Аскинском районе Упканкулевский сельсовет с административным центром в деревне Упканкуль.

2. Включить в состав Упканкулевского сельсовета деревню Упканкуль, исключив его из Евбуляковского сельсовета.

3. Установить границу Упканкулевского сельсовета согласно представленной схематической карте.
В 2008 году произошло обратное перемещение.
Закон Республики Башкортостан от 19.11.2008 N 49-з «Об изменениях в административно-территориальном устройстве Республики Башкортостан в связи с объединением отдельных сельсоветов и передачей населённых пунктов», ст.1 п.4 в)гласил:
 объединить Евбулякский и Упканкулевский сельсоветы с сохранением
наименования «Евбулякский» с административным центром в деревне Евбуляк.

Включить деревню Упканкуль Упканкулевского сельсовета в состав
Евбулякского сельсовета.

Утвердить границы Евбулякского сельсовета согласно представленной
схематической карте.

Исключить из учетных данных Упканкулевский сельсовет;

## Демография
Динамика населения:
| Общие демографические показатели |               |                               |                               |
| Всё население                    | Всё население | Изменения населения 2002—2009 | Изменения населения 2002—2009 |
| 2002                             | 2009          | чел.                          | %                             |
| 508                              | -             | -                             | -                             |

Согласно переписи 2002 года, преобладающая национальность — башкиры (98 %).